# Porto Kavkaz
O porto Kavkaz (em russo:  Порт Кавказ, transl. Port Kavkaz – Porto Cáucaso) é um porto localizado na península de Chushka, raion de Temryuksky, no krai de Krasnodar, Rússia. O porto Kavkaz é um dos maiores portos de passageiros da Rússia com capacidade de receber cinco milhões de passageiros anualmente e tem capacidade de receber balsas ferroviárias que circulam entre o porto de Varna, na Bulgária e o porto de Poti, Geórgia. Em 2015, o volume de movimentação de mercadorias do porto foi de 30,5 milhões de toneladas, o que o tornou no 5º maior porto da Rússia e no segundo maior porto da bacia do Azov–Mar Negro, depois do porto de Novorossiysk.

## História

### Balsa ferroviária de Querche
O porto foi construído em 1953 com o objetivo principal de atender a travessia da balsa de Querche (linha Kavkaz – Krym). A infraestrutura do porto permitia o transporte de passageiros, automóveis e vagões. Perto do porto Kavkaz, foi construída uma estação ferroviária com o mesmo nome, que realizou trabalhos de manobra para a estruturação de comboios e separação de vagões para a balsa. Para proteger o porto de ondas e do gelo, a área de água ao redor do porto foi cercada por quebra-mares.
Durante a época soviética, as embarcações de passageiros operavam do porto Kavkaz até o terminal marítimo do porto Krym no centro da cidade de Querche. Após o colapso da União Soviética, a linha de balsa transformou-se numa rota internacional entre a Rússia e a Ucrânia e um ponto de controlo de fronteira e uma alfândega foram organizados no porto. No final da década de 1980, devido ao envelhecimento e desgaste das balsas ferroviárias utilizadas, o tráfego de passageiros foi interrompido pela primeira vez e alguns anos depois, o tráfego de vagões de mercadorias também foi interrompido. O funcionamento do serviço de transporte de automóveis e de passageiros não parou ao mesmo tempo.
O transporte de vagões de mercadorias foi retomado em 2004 com a chegada de novas balsas ferroviários e a reconstrução das instalações portuárias. No verão de 2010, foi retomado o transporte de passageiros do porto Kavkaz para o porto marítimo da cidade de Querche. Esperava-se que a embarcação Dispetcher Krishtopa fizesse esta rota três vezes por dia, mas a linha foi novamente fechada no ano seguinte. Após a anexação da Crimeia pela Rússia, o número de passageiros aumentou drasticamente, mas desde a abertura da ponte da Crimeia, a linha de balsa tem sofrido vários problemas, sendo encerrada em setembro de 2020.

### Tempestade em 2007
Em novembro de 2007, durante uma forte tempestade no estreito de Querche, vários navios naufragaram perto do porto, resultando no derramamento de mais de 3 000 toneladas de óleo combustível e cerca 7 000 toneladas de enxofre e na morte de 8 pessoas. O maior dano ao complexo natural foi causado pela ruptura do petroleiro Volgoneft-139.

### Novas rotas de balsas
Em 28 de fevereiro de 2009, foi inaugurada uma nova linha de balsa ferroviária Kavkaz – Varna (Bulgária), operada pela balsa Avangard, que tem capacidade para transportar 45 vagões convencionais e no outono de 2010, entrou nesta linha a segunda balsa, Slavianin, com capacidade para 50 vagões. Por esta travessia ferroviária, são transportados da Rússia para a Bulgária produtos petrolíferos, gás liquefeito, óleo técnico, vidro e produtos químicos e da Bulgária para a Rússia cargas gerais e bens de consumo. A ligação foi implementado em cooperação com a Agência Executiva de Administração Ferroviária da Bulgária.
Em 20 de novembro de 2011, a linha de balsa Kavkaz – Zonguldak (Turquia) foi inaugurada e é operada pela balsa "ANT-2", com capacidade para 80 automóveis e 86 passageiros. As viagens têm uma duração de 24 horas e são realizadas uma vez por semana.
Em 10 de abril de 2007, foi feito o primeiro transporte ao longo da linha de balsa ferroviária Kavkaz – Poti (Geórgia). A partir de 2016, a linha era operada pela balsa "TFM-1", com capacidade para transportar 42 veículos convencionais. A balsa começou a operar durante o ano todo, mas de forma irregular, sem horário fixo.

## Movimentação anual de cargas
|                                   | 2005 | 2010 | 2011  | 2012 | 2013  | 2014 | 2015  | 2016 | 2017 | 2018  | 2019   | 2020 | 2021  |
| Movimento em milhões de toneladas | 7,12 | 10,1 | 8,27  | 9,38 | 7,9   | 10,2 | 30,5  | 33,2 | 35,3 | 30,1  | 20,9   | 21,9 | 17,1  |
| Crescimento (%)                   | –    | –    | −18,1 | 13,4 | −15,8 | 28,6 | 199,0 | 8,8  | 6,3  | −14,9 | − 30,6 | 4,5  | −21,9 |